# Cmentarz wojenny nr 339 – Sobolów

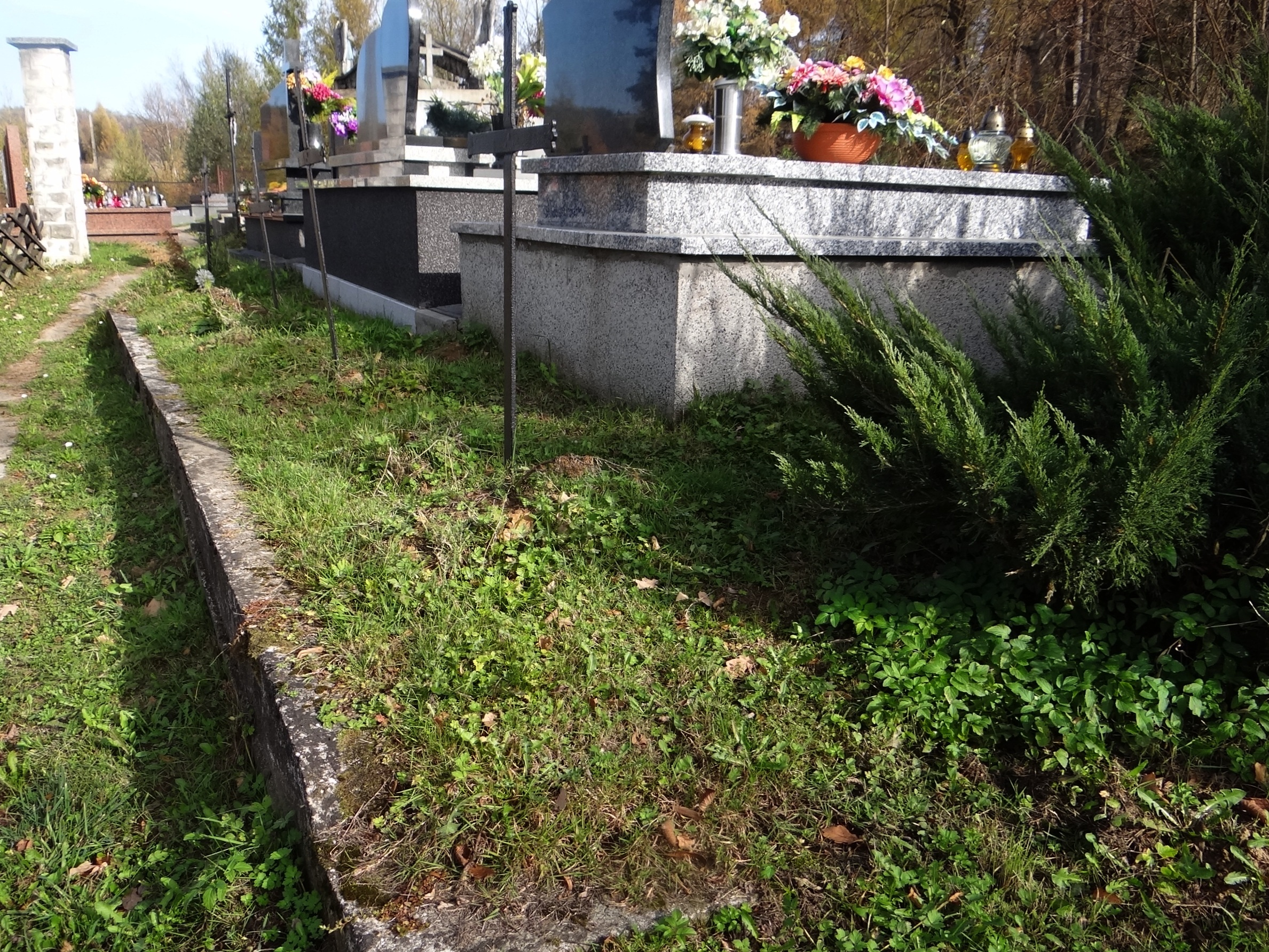
Górna część cmentarza

Cmentarz wojenny nr 339 – Sobolów – cmentarz z I wojny światowej znajdujący się w miejscowości Sobolów w województwie małopolskim, w powiecie bocheńskim, w gminie Łapanów. Jest jednym z 400 zachodniogalicyjskich cmentarzy wojennych zbudowanych przez Oddział Grobów Wojennych C. i K. Komendantury Wojskowej w Krakowie. Z tej liczby w okręgu bocheńskim cmentarzy jest 46.

## Położenie
Znajduje się na cmentarzu parafialnym w centrum Sobolowa, na stokach wzgórza opadającego w północno-zachodnim kierunku do doliny potoku Polanka, w odległości około 240 m od szosy Sobolów – Nieprześnia. Zajmuje górną część cmentarza parafialnego. Obok niego biegnie droga Sobolów – Stradomka.

## Historia
Pochowano tutaj wspólnie żołnierzy armii austro-węgierskiej i rosyjskiej, którzy zginęli na okolicznych polach na początku grudnia 1914 w czasie operacji limanowsko-łapanowskiej. 7 grudnia Rosjanie obsadzili wzgórza Pogórza Wiśnickiego na zachód od Stradomki. Atakujące od południa oraz od strony Łapanowa i doliny Stradomki wojska austriackie zdobywały je przez kilka dni. Po kilkudniowych niezwykle zaciętych walkach Austriacy wyparli wojska rosyjskie z tych terenów. 13 grudnia Rosjanie rozpoczęli odwrót dalej na wschód.
Na cmentarzu tym pochowano:
- 146 żołnierzy armii rosyjskiej.
- 186 żołnierzy armii austro-węgierskiej.

Łącznie 314 żołnierzy, zidentyfikowano 86 z armii austro-węgierskiej, wśród nich prof. Jozefa Holzera i dr Bruno Husmana, których pochowano pod centralnym pomnikiem cmentarza. Wśród Rosjan niemal wszyscy są bezimienni.

## Opis cmentarza
Pierwotnie cmentarz wykonano na planie prostokąta z zaokrąglonym narożem południowo-wschodnim. Obecnie jednak układ jest zmieniony, po II wojnie światowej bowiem w obrębie tego cmentarza dokonano pochówków osób cywilnych i znajdują się tutaj ich nagrobki. Pierwotne ogrodzenie cmentarza uległo z czasem zniszczeniu. Wykonano współczesne ogrodzenie składające się z kątowników i płaskowników żelaznych. Głównym elementem ozdobnym cmentarza jest znajdujący się w górnej części cmentarza oryginalny, murowany z kamienia łupanego obelisk zwieńczony żeliwnym krzyżem. Na pionowej belce tego krzyża znajdują się napisy w 3 językach:
- … A Pokój Niech Będzie Z Nami …
- ... Und Seider Friede Mit Uns …
- ...и мира будет с нами ...

Na cmentarzu znajdują się nagrobki z krzyżami bez tabliczek, wykonane z grubych płaskowników żelaznych. Są 2 rodzaje krzyży; pojedyncze typu austriackiego i podwójne typu rosyjskiego.